# Zosterops brunneus
Zosterops brunneus là một loài chim trong họ Zosteropidae.